# Bihać
Bihać er en by, som ligger ved floden Una i Bosnien-Hercegovina med 56.261 (2013) indbyggere.
- Wikimedia Commons har flere filer relateret til Bihać